# The Sign (пісня)
«The Sign» (укр. Знак) — пісня шведської групи Ace of Base з їхнього першого північноамериканського студійного альбому «The Sign» (1993) та перевиданого дебютного студійного альбому «Happy Nation» (1992) під назвою «Happy Nation (US Version)». Пісня була випущена як сингл у Європі 1 листопада 1993 року та в США 14 грудня 1993 року. Її написав учасник групи Йонас Берггрен, який також продюсував пісню з Деннізом Попом і Дугласом Карром. «The Sign» — це техно-реггі, європоп і поп-балада з текстом, який описує пару, яка розмірковує про стан своїх стосунків.
«The Sign» очолював Billboard Hot 100 протягом шести тижнів поспіль у Сполучених Штатах, що дозволило Ace of Base стати першою шведською групою, яка одночасно мала пісню та альбом номер один у Hot 100 та Billboard 200 відповідно. Відповідно, пісня була визнана піснею номер один 1994 року в чарті Billboard на кінець року. Вона також досягла першого місця в таких країнах, як Австралія, Канада, Німеччина та Нова Зеландія, а також досяг другого місця в чарті синглів Великобританії. «The Sign» була номінована на премію «Греммі» за найкраще поп-виконання дуету або групи з вокалом на 37-й щорічній церемонії вручення премії «Греммі».

## Передумови та розробка
Ace of Base спочатку випустили свій дебютний студійний альбом Happy Nation у 1992 році, який не включав «The Sign», оскільки він був призначений для їх наступного альбому. Глава Arista Records Клайв Девіс почув демо пісні та, у свою чергу, передав його шведським продюсерам Дугласу Карру та Деннізу Попу, оскільки він хотів щось відмінне від Happy Nation. Демо містило лише інструментальну частину пісні, яку Поп вважав куплетом приспіву. На відміну від їх синглу 1992 року «All That She Wants», Поп з самого початку знав, що він хоче зробити з піснею.
"The Sign" була записана на студії Cheiron у Стокгольмі, Швеція. Учасники групи Ace of Base Лінн і Дженні Берггрен переаранжували пісню так, як вони хотіли, щоб вона стала дуетом між обома жінками. Дженні пограла з акордами в кінці та склала гармонії навколо них. В інтерв’ю Idolator Йонас Берггрен заявив, що Дженні та Лінн розділили приспів на дві частини, причому перша співала другу та четверту частини. Він зізнався, що «було важко співати», оскільки не було часу передихнути. Пісня була записана на великій гучності, що змусило продюсерів Попа, Дугласа Карра та Йонаса Берггрена знизити звук на три децибели під час аудіомастерингу.

## Композиція
«The Sign» — це техно-реггі європоп і поп-балада. Текст пісні описує пару, яка розмірковує про стан своїх стосунків і в результаті вирішує розлучитися. Під час запису Йонас Берггрен додав наспівування між рядками мелодії, щоб стати «мажорними та мінорними», а приспів був «переважно мажорним», оскільки він вважав, що спочатку пісня була «надто веселою». Він додав, що слова пісень «про згадки про старі стосунки», але навмисно підмінені, щоб дозволити слухачам сформувати власні значення. Дженні Берґгрен порівняла текст із метафорою «дорога життя», зазначивши: «Ви бачите знаки у своєму житті, і тому ви змінюєте напрямок».
«The Sign» виконується в тональності соль мажор для куплетів і приспіву, але для вступу та інструментальних пауз соль мінор. Вона дотримується темпу 97 ударів на хвилину за загальним часом. Згідно з нотами, опублікованими на Musicnotes.com видавничою групою Universal Music, вокал групи охоплює від низької ноти A3 до високої ноти E5. Спочатку пісня починається зі звуків плескання в долоні, ударного барабана та малого барабана на чотирьох тактах, семпл із композиції «Shack Up» американської фанк-групи Banbarra. Мелодичний гук містить синтезаторну флейту з басом, що поєднує суббас Moog і бас Korg M1. У куплетах синтезатор Yamaha TG77 використовується для створення звуку ритм-гітари в стилі реггі. Під час бриджу діапазон голосу групи збільшується на октаву.